# Carlyle Smith Beals

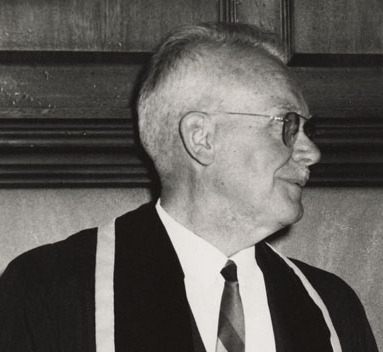
Smith Beals nel 1960.

Carlyle Smith Beals (Canso (Nuova Scozia), 29 giugno 1899 – Ottawa, 2 luglio 1979) è stato un astronomo canadese.

## Studi
Carlyle Smith Beals nacque a Canso, in Nuova Scozia, dal Reverendo Francis H.P. Beals e da sua moglie, Annie Florence Nightingale Smith Beals. Ebbe una sorella: l'artista ed educatrice Helen D. Beals.
Beals conseguì un Bachelor of Arts presso l'Università di Acadia nel 1919, specializzandosi in fisica e matematica. Sebbene desiderasse proseguire gli studi, fu costretto a rinviare tali progetti a causa delle cattive condizioni di salute. Insegnò quindi in una piccola scuola di campagna in Nuova Scozia durante l'inverno del 1920.
Riprese a studiare fisica presso l'Università di Yale nel 1921, ma fu costretto a tornare a casa nell'inverno dello stesso anno quando la sua salute peggiorò nuovamente. Riprese gli studi universitari nel 1922 presso l'Università di Toronto e conseguì un Master in Fisica nel 1923. 
Nel 1924 si iscrisse a un corso di laurea in fisica presso l'Imperial College di Londra. Lavorando con Alfred Fowler, studiò l'effetto Zeeman e gli spettri di palladio, rame e argento ionizzato. Durante questo periodo, Beals conobbe l'astronomia osservativa utilizzando il piccolo osservatorio situato nell'edificio del Royal College of Science. Conseguì poi un dottorato di ricerca nel 1926.

## Carriera
Dopo aver conseguito il dottorato, Beals tornò all'Acadia University come assistente professore di fisica, ma lasciò un anno dopo per una posizione di assistente astronomo presso il Dominion Astrophysical Observatory (DAO) a Victoria. Beals lavorò al Dominion Astrophysical Observatory dal 1927 al 1946, diventandone vicedirettore nel 1940. Al DAO studiò le linee negli spettri delle stelle calde e delle nubi di gas nel mezzo interstellare. Il suo lavoro stabilì una scala di temperatura affidabile per le stelle più calde, basata sui loro spettri. Ha dimostrato che le ampie linee di emissione osservate nelle stelle di tipo Wolf-Rayet e P Cygni erano dovute a forti venti stellari. Beals fu il primo astronomo a misurare quantitativamente il rapporto tra le linee di assorbimento del sodio e del calcio nel mezzo interstellare (il gas tra le stelle) e il rapporto tra le due linee nel doppietto del sodio D. Scoprì anche che, anziché essere uniforme, il mezzo interstellare era irregolare e si muoveva a velocità diverse. Durante la sua permanenza al DAO, sviluppò diversi strumenti astronomici per analizzare gli spettri astronomici, tra cui un microfotometro con registrazione automatica e uno spettrografo a reticolo ad alta efficienza.
Durante la seconda guerra mondiale, Beals trascorse due anni a ricercare difese contro le armi chimiche e progettò maschere antigas. Nel 1946 lasciò il Dominion Astrophysical Observatory nella Columbia Britannica e iniziò a lavorare presso il Dominion Observatory di Ottawa, in Ontario. Un anno dopo fu nominato Astronomo del Dominio e iniziò a ricostruire il programma scientifico dell'osservatorio, che aveva sofferto a causa dei tagli al budget durante la Grande Depressione e della mancanza di personale durante la seconda guerra mondiale. Supervisionò la creazione del Dominion Radio Astrophysical Observatory, vicino a Penticton. Mentre era a Ottawa, si interessò alle attività geofisiche dell'osservatorio e iniziò uno studio sui crateri da impatto dei meteoriti nello scudo canadese, cercando caratteristiche circolari nelle fotografie aeree e organizzando studi di carotaggio degli obiettivi più promettenti. Si ritirò nel 1964, ma continuò il suo lavoro sui crateri da impatto e pubblicò diversi lavori durante il suo pensionamento.

## Premi e riconoscimenti
Beals fu eletto membro della Royal Society of Canada nel 1933. Fu presidente dell'Accademia delle Scienze della Royal Society of Canada dal 1949 al 1950 e ricevette la medaglia Henry Marshall Tory nel 1957 per gli eccezionali risultati ottenuti nella ricerca scientifica.
Fu presidente della Royal Astronomical Society of Canada dal 1951 al 1952 e fu anche presidente dell'American Astronomical Society dal 1962 al 1964, l'unico canadese a ricoprire tale carica.
Nel marzo 1951, Beals fu eletto membro della Royal Society di Londra e, nel 1966, gli fu assegnata la prima medaglia Leonard dalla Meteoritical Society per il suo lavoro sull'identificazione dei crateri da impatto canadesi. Nel 1969 fu nominato Ufficiale dell'Ordine del Canada.
Beals ha ricevuto lauree honoris causa dall'Acadia University, dall'Università del New Brunswick, dalla Queen's University e dall'Università di Pittsburgh.
Il Carlyle S. Beals Award è stato istituito in suo onore dalla Canadian Astronomical Society nel 1981.
L'asteroide 3314 Beals e il cratere lunare Beals prendono entrambi il nome dall'astronomo canadese.

## Vita privata
Nel 1931 Beals sposò Miriam White Bancroft, una musicista e insegnante di pianoforte figlia del politico Joseph Bancroft. La coppia adottò una bambina di nome Janitza.
Beals morì il 2 luglio 1979 a Ottawa, all'età di 80 anni.